# カウランユーカル水力発電所
カウランユーカル水力発電所は、東へ75kmにあるアルコアのフャルザルアゥルアルミ精錬所のために毎年4600億kWhを供給できるよう設計された東部アイスランドの水力発電所である。
近くのカウランユーカル山にちなんで名づけられた水力発電計画は、5つのダムによってヨークルスアゥ・アゥ・ダル川とヨークルスアゥ・イ・フリョゥスダール川をせき止め、3つの貯水池を作るというものである。貯水池からの水は、約73kmの地下トンネルを通ったのち、420m下にある地下発電所へ垂直落下して到達する。
Kárahnjúkastíflaダムは5つのダムの中で一番大きく、長さ730m、高さ193m、内容量850万m2となっており、ヨーロッパ最大級のダムである。
精錬所は2008年に稼働し、水力発電計画は2009年に完成したが、この計画には、環境への影響と外国人労働者の問題の点から批判されてきた。

## 概要

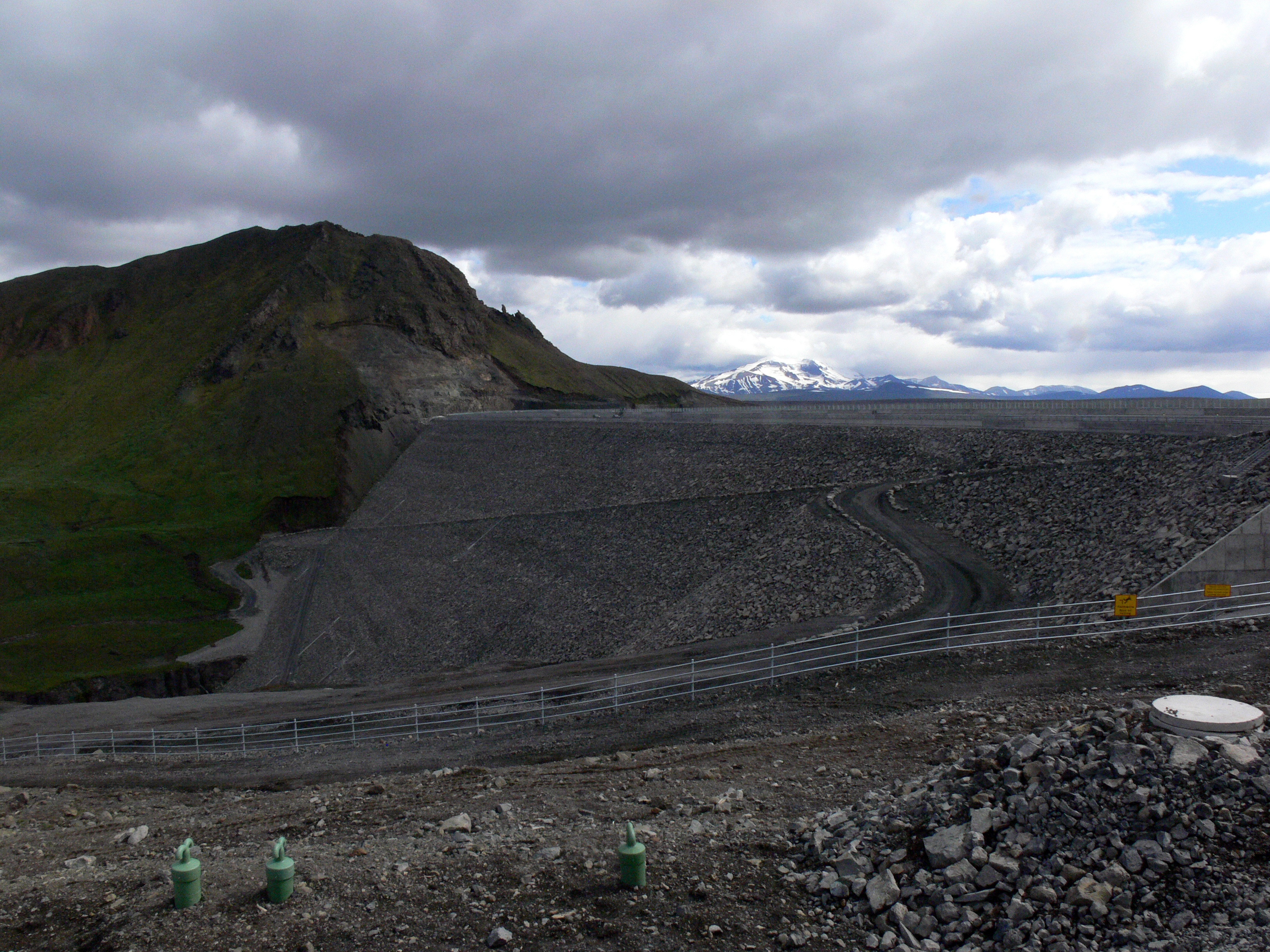
Kárahnjúkastíflaダム

水力発電計画は5つのコンクリートダムと3つの貯水池を造成することによって2つの川を利用しており、3つのダムはヨークルスアゥ・アゥ・ダル川に、2つはヨークルスアゥ・イ・フリョゥスダール川に設置されている。フリョゥスダールル発電所で電力生産に利用された水はすべてヨークルスアゥ・イ・フリョゥスダール川に漂流される。
ヨークルスアゥ・アゥ・ダル川の3つのダムは、Kárahnjúkastíflaダム、Desjarárstíflaダム、Sauðárdalsstíflaダムで構成され、Hálslón貯水池となる。高さ193m、長さ730mのKárahnjúkastíflaダムは発電所内で最大で、ヨーロッパでも最大級の規模である.高さ60m、長さ1,000mのDesjarárstíflaダム、高さ25m、長さ1,100mのSauðárdalsstíflaダムは、Hálslón貯水池の水位を適切に調節している。
ヨークルスアゥ・イ・フリョゥスダール川には、高さ26m、長さ1650mのKelduárstíflaダムがあり、容量60万m2のKelduárlón貯水池を形成している。また、Kelduárstíflaダムの下流には、Ufsarlón池から流れる部分に高さ37m、長さ620mのUfsarstíflaダムがある。